# ウォルサム・フォレストFC
ウォルサム・フォレスト・フットボールクラブ（Waltham Forest Football Club）はイングランド、ロンドン、ウォルサム・フォレスト内、ウォルサム・ストゥを本拠地とするサッカークラブチームである。2008-2009シーズンはイスミアンリーグ・ディヴィジョン1・ノース（8部相当）に所属。

## タイトル

### 国内タイトル
- エセックス・シニアカップ:1回

2005-2006

### 国際タイトル
- なし